# Do You Know This Woman?
Do You Know This Woman? è un cortometraggio muto del 1911. Il nome del regista non viene riportato nei credit del film che fu interpretato da Dot Farley.

## Produzione
Il film fu prodotto dalla American Film Manufacturing Company.

## Distribuzione
Distribuito dalla Motion Picture Distributors and Sales Company, il film - un cortometraggio della lunghezza di 150 metri - uscì nelle sale cinematografiche USA il 16 marzo 1911. Nelle proiezioni, veniva programmato con il sistema dello split reel, accorpato in un'unica bobina con un altro cortometraggio prodotto dall'American Film Manufacturing Company, la commedia The Job and the Girl.